# John Noel
John Noel (n. 6 februarie 1888, Tennessee, SUA – d. 4 noiembrie 1939) a fost un trăgător de tir ce a reprezentat Statele Unite ale Americii, medaliat olimpic. A participat la o ediție a Jocurilor Olimpice (1924) în care a câștigat o medalie de aur.

## Participări
Lista de mai jos prezintă principalele competiții la care a participat John Noel de-a lungul carierei.
- shooting at the 1924 Summer Olympics – men's team clay pigeons[*]